# Scutellinia armatospora
Scutellinia armatospora är en svampart som beskrevs av Denison 1961. Scutellinia armatospora ingår i släktet Scutellinia och familjen Pyronemataceae.   Inga underarter finns listade i Catalogue of Life.